# Groupe des cinq (résistance française)
 (juillet 2025).
 (juillet 2025).
 (juillet 2025).
La mise en forme du texte ne suit pas les recommandations de Wikipédia : il faut le « wikifier ».
Les points d'amélioration suivants sont les cas les plus fréquents :
- Les titres sont pré-formatés par le logiciel. Ils ne sont ni en capitales, ni en gras.
- Le texte ne doit pas être écrit en capitales (les noms de famille non plus), ni en gras, ni en italique, ni en « petit »…
- Le gras n'est utilisé que pour surligner le titre de l'article dans l'introduction, une seule fois.
- L'italique est rarement utilisé : mots en langue étrangère, titres d'œuvres, noms de bateaux, etc.
- Les citations ne sont pas en italique mais en corps de texte normal. Elles sont entourées par des guillemets français : « et ».
- Les listes à puces sont à éviter, des paragraphes rédigés étant largement préférés. Les tableaux sont à réserver à la présentation de données structurées (résultats, etc.).
- Les appels de note de bas de page (petits chiffres en exposant, introduits par l'outil «  Source ») sont à placer entre la fin de phrase et le point final[comme ça].
- Les liens internes (vers d'autres articles de Wikipédia) sont à choisir avec parcimonie. Créez des liens vers des articles approfondissant le sujet. Les termes génériques sans rapport avec le sujet sont à éviter, ainsi que les répétitions de liens vers un même terme.
- Les liens externes sont à placer uniquement dans une section « Liens externes », à la fin de l'article. Ces liens sont à choisir avec parcimonie suivant les règles définies. Si un lien sert de source à l'article, son insertion dans le texte est à faire par les notes de bas de page.
- La présentation des références doit suivre les conventions bibliographiques. Il est recommandé d'utiliser les modèles {{Ouvrage}}, {{Chapitre}}, {{Article}}, {{Lien web}} et/ou {{Bibliographie}}. Le mode d'édition visuel peut mettre en forme automatiquement les références.
- Insérer une infobox (cadre d'informations à droite) n'est pas obligatoire pour parachever la mise en page.

Pour une aide détaillée, merci de consulter Aide:Wikification.
Si vous pensez que ces points ont été résolus, vous pouvez retirer ce bandeau et améliorer la mise en forme d'un autre article.
 (juillet 2025).
Le groupe des Cinq, ou comité des Cinq, est le nom d'un groupe de patriotes français d'extrême-droite visant à préparer l'arrivée des Américains en Afrique du Nord en 1942. Il se constitue en avril 1942 sous la houlette de Jacques Lemaigre Dubreuil.

## Les Cinq
Jacques Lemaigre Dubreuil, son bras droit Jean Rigault, Henri d'Astier de La Vigerie (un fonctionnaire d'Algérie), Alphonse Van Hecke et Jacques Tarbé de Saint Hardouin. Ce dernier assurant le lien avec les Américains par l'intermédiaire de Robert Murphy (représentant personnel de Roosevelt à Alger). Jacques Lemaigre Dubreuil est un ancien officier devenu par son mariage l'administrateur des huiles Lesieur. Le monde des affaires le conduit dès 1934 à la politique. Il se place très à droite. Il reprend en mains « la Ligue des Contribuables » et rachète le quotidien Le Jour qu'il confie au monarchiste Jean Rigault. Il est ensuite soupçonné de financer la Cagoule, un groupuscule terroriste d'extrême-droite.
Ce groupe noue depuis fin 1941 des rapports avec Robert Murphy conseiller de Roosevelt à Alger
.

## 1940-1942
En 1940, déçu par la défaite, il noue contact avec Henri d'Astier de la Vigerie un officier des renseignements d'Oran qui connait le commissaire Achiary, le chef de la résistance gaulliste en Algérie. Quand les Américains prévoient un débarquement en Afrique du Nord en 1942, Lemaigre Durbeuil demande à Weygand de prendre la tête du mouvement en Algérie, mais ce dernier se dit « trop vieux ». En mai 1942, il place alors ses espoirs dans le général Giraud, fraichement évadé d'Allemagne en avril 1942. Les généraux Mast (Alger), Monsabert (Casablanca) et Béthouart (Alger) se rallient alors. Les Américains soutiennent l'initiative par hostilité envers De Gaulle.

## Les accords Giraud-Murphy
Les accords Giraud-Murphy sont négociés par le groupe des Cinq. Ils sont publiés le matin du débarquement américain (9 novembre 1942). Ils prévoient : 
1. la restauration de l'indépendance de la France et de son empire avec les frontières de 1939 ;
2. la souveraineté française est reconnue par les Américains ;
3. confier la direction des opérations à un militaire français ;
4. des avantages économiques en dollars pour les Américains.

Le débarquement américain du 8 novembre (opération Torch)
Quand les Américains débarquent le 8 novembre, l'amiral Darlan se trouve à Alger. Représentant de Vichy, il ordonne d'abord de résister. Mais dès le 10 il accepte de se soumettre aux Américains. Giraud se soumet à Darlan. Et Dubreuil et Rigault rallient également le nouveau gouvernement Darlan à leur tour. Et de nouveaux accords sont signés : les accords Clark-Darlan.

### La fin du groupe des Cinq et l'assassinat de Darlan
Mais Henri d'Astier ne l'accepte pas et se rallie à Henri d'Orléans, Comte de Paris (et prétendant au trône). Cependant, Roosevelt refuse de désavouer Darlan au profit du comte de Paris.
De Gaulle envoie alors à Alger François d'Astier de La Vigerie. Les frères d'Astier se liguent alors pour demander au Comte de Paris la liquidation physique de Darlan. Le comte de Paris obéit et demande Henri d'Astier et l'abbé Cordier de s'en occuper. Quelques jours plus tard Darlan est assassiné par Fernand Bonnier de la Chapelle, un jeune monarchiste. Mais le comte de Paris n'est toutefois pas choisi pour lui succéder. C'est Giraud qui est choisi par les Américains et de peur d'être à son tour assassiné, il fait fusiller le jeune Bonnier de la Chapelle.

## Sources
- Général Beaufre, « Giraud s'évade », Historia magazine, no 324,‎ 1973, p. 1185
- Claude Vaillant, « Le groupe des 5 », Historia magazine, no 324,‎ 1973, p. 1187
- Général Mast, « Résistance militaire en Afrique du Nord », Historia magazine, no 324,‎ 1973, p. 1189
- Geoffroy d’Astier de la Vigerie, L’Exécution de Darlan, la fin d’une énigme, Editions Librinova, 2022.
- Michel Ansky, « Les prémices de l’insurrection d’Alger : Le comite des cinq », Le Monde Juif, no 14,‎ 1948, p. 16 à 17 (DOI 10.3917/lmj.014.0016, lire en ligne)